# Mariosousa millefolia
Mariosousa millefolia là một loài thực vật có hoa trong họ Đậu. Loài này được (S. Watson) Seigler & Ebinger mô tả khoa học đầu tiên năm 2006.